# المحدد (القطن)
'

تعديل مصدري - تعديل

المحدد هي إحدى قرى عزلة القطن بمديرية القطن التابعة لمحافظة حضرموت، بلغ تعداد سكانها 263 نسمة حسب تعداد اليمن لعام 2004.